# Venus Awards 2003
Die Venus Awards 2003 waren die siebte Verleihung des deutschen Pornofilmpreises Venus Award. Sie fand in Berlin im Rahmen der Erotikmesse Venus Berlin statt.

## Preisträger
- Best Actor (Europe) – Rocco Siffredi[1]
- Best Actress (Hungary) – Michelle Wild
- Best Actress (Europe) – Julia Taylor
- Best Soft Movie Germany – Fesselnde Knotenkunst Aus Fernost (Orion)
- Best Film – Benelux Wasteland (Bizarre Spielchen/Magmafilm)
- Best Film (Spain) – The Fetish Garden[2]
- Best Film (France) – Melanie (La Jouisseuse/VMD)
- Best Film (Scandinavia) – Pink Prison
- Best Film (USA) – Space Nuts (Wicked Pictures)
- Best Film (Hungary) – The Garden of Seduction
- Best Film (Italy) – La Dolce Vita
- Best Film (Germany) – Die 8.Sünde (The 8th Sin – Magmafilm)
- Best Film (Europe) – Cleopatra
- Best Video Series (International) – Balls Deep (Anabolic)
- Best Video Series (Germany) – Black Hammer (VNM By VPS)
- Best Gay Movie (International) – French Erection (Ikarus Film)
- Best Erotic PC Game – Casablanca 1942 (Red Fire Software/VPS)
- Best Erotic Stage Show – Tammy's Erotic Show
- Best Cover (Germany) – Fesselnde Knotenkunst Aus Fernost (Orion)
- Best Director (France) – Alain Payet
- Best Director (Italy) – Mario Salieri
- Best Gay Director (International) – Jean-Daniel Cadinot
- Best Erotic Magazine (Germany) – Coupe
- Best Internet Presence – pelladytower.com
- Best Erotic Idea – Poppp-Stars/Beate Uhse
- Best DVD Product (Germany) – Triebige Swinger
- Best DVD Product (Europe) – La Dolce Vita
- Distribution Company Of The Year Germany – Orion
- Company of the Year – MMV (Multi Media Verlag)
- Innovation of the Year – Dolly Buster at Vodafone-live
- Special Product Award – Nature Skin Toys/Orion
- Special Jury Awards – Marc Anthony (Private), www.private.com & Dolly Buster
- Special Honorary Awards – Gerd Wasmund (alias Mike Hunter) & Harry S. Morgan
- Best New Starlet (USA) – Sunrise Adams (Vivid)
- Best Actor (USA) – Lexington Steele (VNM)
- Best New Starlet (Hungary) – Maya Gold (Luxx Video)
- Best Director (Hungary) – Don Sigfredo (DBM)
- Best Director (Scandinavia) – Nike Beck (Tabu)
- Best Actress (Scandinavia) – Tanya Hansen (Tabu)
- Best New Starlet (Europe) – Laura Angel
- Best Actress (France) – Mélanie Coste (VMD)
- Best New Starlet (Germany) – Sharon Da Vale (Inflagranti)
- Best Director (Germany) – Nils Molitor (Magmafilm)
- Best Director (Europe) – Kovi (Luxx Video)
- Best Actor (Germany) – Conny Dax (Magmafilm)
- Best Actress (Germany) – Denise La Bouche (MMV)